# Parodon
Genre
Parodon est un genre de poissons d'eau douce téléostéens de la famille des Parodontidae (ordre des Characiformes).

## Liste d'espèces
Selon FishBase (19 juin 2015) :
- Parodon alfonsoi Londoño-Burbano, Román-Valencia & Taphorn, 2011[2]
- Parodon apolinari Myers, 1930
- Parodon atratoensis Londoño-Burbano, Román-Valencia & Taphorn, 2011[2]
- Parodon bifasciatus Eigenmann, 1912
- Parodon buckleyi Boulenger, 1887
- Parodon caliensis Boulenger, 1895
- Parodon carrikeri Fowler, 1940
- Parodon guyanensis Géry, 1960
- Parodon hilarii Reinhardt, 1867
- Parodon magdalenensis Londoño-Burbano, Román-Valencia & Taphorn, 2011[2]
- Parodon moreirai Ingenito & Buckup, 2005
- Parodon nasus Kner, 1859
- Parodon pongoensis (Allen, 1942)
- Parodon suborbitalis Valenciennes, 1850

## Systématique
Le nom valide complet (avec auteur) de ce taxon est Parodon Valenciennes, 1850.
Parodon a pour synonymes :
- Nematoparodon Fowler, 1943
- Paradon Desmarest, 1874